# Gagrellula trichopalpis
Gagrellula trichopalpis is een hooiwagen uit de familie Sclerosomatidae.